# أرنولد ألفرد شميت
أرنولد ألفرد شميت (بالإنجليزية: Arnold Alfred Schmidt)‏ هو رسام أمريكي، ولد في 1930، وتوفي في 1993.